# Château Charle-Albert
Le château Charle-Albert (en néerlandais : Charle-Albertkasteel), dit la Maison Flamande, est un immeuble de style néo-Renaissance flamande construit à la fin du XIXe siècle, situé avenue Charle-Albert à Watermael-Boitsfort, en bordure de la Forêt de Soignes.

## Histoire
L'immeuble fut construit selon les plans de l'architecte Charle-Albert (1821-1889). Les travaux de construction ont commencé en 1870, mais ne furent considérés comme achevés par l'architecte qu'en 1887.
L'immeuble fut occupé par l'architecte lui-même avant d'être vendu en 1892 et de devenir une école pour jeunes filles. De 1933 à 1973, il est la propriété du premier ministre belge Paul van Zeeland. Le château souffre fortement des bombardements durant la Seconde Guerre mondiale mais sera occupé par ses héritiers, jusqu'en 1981.
Les incendies de 1981 et 1986 ravagent l'immeuble qui est laissé à l'abandon. Les ruines font néanmoins l'objet d'une procédure de classement qui aboutit en 1988 sous la pression de citoyens préoccupés par la sauvegarde du patrimoine bruxellois.
Le château est acquis en 1990 par la société Immo Charle-Albert (filiale de la S.A. CODIC) qui a l'ambition de le rénover et d'y accoler, à l'arrière, un immeuble de 3,500 m2 de bureaux. Un permis en ce sens fut introduit fin du printemps 2004. Ce projet se heurte à la résistance des riverains et à diverses prescriptions et préoccupations liés à l'aménagement du territoire, à l'environnement (retombées pour la forêt de Soignes, le site Natura 2000 adjacent) et à la mobilité.
La société revend le château en avril 2012 à Don Luis Fidalgo, un Espagnol originaire de Majorque. Il entreprend de rendre au château son aspect d'origine et d'y mêler habitat (pour lui) et bureaux. Il entame une campagne de travaux pour 6 millions d'euros – dont 3.150.000 € de subsides de la Région bruxelloise. Les travaux sont achevés en automne 2014 mais les lieux ne sont pas ouverts à la visite.
À la suite d'une mise en vente publique largement relayée dans la presse en mai 2017, le château est finalement vendu de gré à gré fin mai 2017. Le prix n'a pas été révélé.

## Architecture
Le château est dans le style de la néo-Renaissance flamande, Charle-Albert ayant été inspiré par l'idée d'une demeure idéale du XVIIe siècle. 
Le château à trois étages, construit en brique, pierre blanche et pierre bleue, présente en façade principale un pignon à gradins et un corps de logis qui se termine par une tour d'angle carrée située à droite. Il est entouré de terrasses hautes, auxquelles on accédait par un jeu d'escaliers. La construction et la décoration ont été réalisées avec des techniques anciennes et modernes. L'acier, le béton, le faux bois, les tapisseries peintes se mélangeaient aux vieux vitraux et autres antiquités. Ce mélange de styles de périodes successives et les extensions construites postérieurement donnaient au bâtiment l'allure d'une demeure vieille de plusieurs siècles.

### Architecture
- Th. L. Lancelot, La maison flamande de Boitsfort : het Vlaamse Huis te Bosvoorde, Bruxelles, Ed. d'Art Laconti, 1993, in-4°, 109 pages.
- Jos Vandenbreeden, Linda Van Santvoort, La Maison Flamande, Bruxelles, Sint-Lukasarchief, 1995. Publié à l'occasion de Journée du Patrimoine de la Région de Bruxelles-Capitale, 16-17 septembre 1995.
- Anonyme, La maison flamande de Charle Albert, L'Art moderne, 15 mai 1887, n° 20, p. 154-155.
- Photo du château.
- Jos Vandenbreeden, Het Vlaams Huis te Watermaal-Bosvoorde, Brussel, Ministerie van de Vlaamse Gemeenschap, Rijksdienst Monumenten-en landschapszorg, 1982, p. 20-25.

### Rénovation
- Philippe Farcy, Le Charle-Albert va ressusciter, La libre.be, 31 mars 2012 (en ligne).
- [PDF] Adèle Santocono, Le château de Charle-Albert sort de l'ombre, Les nouvelles du patrimoine, avril-juin 2004, n° 104, p.24-26.
- Tribune de Bruxelles, 21 avril 2005, n° 120, p. 4.
- Le projet de réhabilitation prévu par Codic
- (nl) Charle-Albertkasteel wordt buitenverblijf voor Spaanse adel, Brusselnieuws.be, 6 avril 2012 (en ligne).
- Vlan, 18 février 2004.
- Un nouvel élan pour le château Charle-Albert ?, Télé Bruxelles, 2 avril 2012 (en ligne).
- Vanessa Lhuillier, Charle-Albert renaîtra à l’horizon 2014, Le Soir, 6 avril 2012, p. 22 (en ligne).
- Nathan Gonze, Le château Charle-Albert retrouve son lustre d’antan, DH.be, 27 août 2014 (M. à j. 28 août 2014), avec photo en ligne